# Silvio d'Ascia
Silvio d’Ascia (Naples, 17 janvier 1969  -) est un architecte italien. Il vit et travaille à Paris depuis 1993.

## Biographie
Après une période d’activité professionnelle en association, il a fondé son agence personnelle en 2001. Son travail, profondément influencé par sa formation humaniste en Italie, est caractérisé par une approche transversale des différents thèmes de l’architecture, de l’urbanisme au design accordant une place importante au genius loci, le génie du lieu.
Sa pratique du projet est profondément liée à la réflexion sur les Nouvelles Formes d’Urbanité de la ville du troisième millénaire, sur les nouveaux pôles de développement et d’identification de notre société contemporaine : pôles d’échanges, pôles résidentiels mixtes, pôles culturels intégrés, containers polyfonctionnels, villages commerciaux…
En Italie, cette réflexion a fait l’objet d’une série de conférences et d’une publication sur le thème des « n-poli per Napoli » en 2007 puis a donné suite à des expérimentations concrètes : la Gare de Montesanto (inaugurée en mai 2008) et le projet de transformation du Complexe conventuel de Trinità delle Monache directement connecté, la Gare de Torregaveta (à l’étude), le nouveau Pôle universitaire d’Herculanum (en chantier), un pôle commercial et de loisirs au cœur de Naples (inauguré en 2009), un complexe thermal et culturel appelé « Porta del Parco » à Bagnoli et enfin un écoquartier de 17 ha pour métamorphoser les anciens quartiers industriels de Naples.
Parallèlement à cette recherche professionnelle, et en association avec le bureau d'études pluridisciplinaires (AREP), il a participé à une série de concours internationaux de grande renommée en Italie et en Chine.
En Italie
- concours pour le Palais des Congrès de Rome EUR (deuxième prix en 2001)
- concours pour la nouvelle gare TGV de Turin Porta Susa[1]
- concours pour le nouveau quartier de la gare centrale de Bologne en 2008…[2]

En Chine
- série de projets de complexes technologiques et financiers baptisés Data Center Buildings Complex pour de très grandes compagnies d’affaire (Bourse de Shanghai, Shanghai Bank, Industrial Bank of China, China Life Insurance Company...) et deux grands complexes hospitaliers à Pékin (concours gagné en 2006) et à Shanghai (finaliste en 2008)[3].

En Franceaprès avoir réalisé la maison de retraite de Rebais en Seine-et-Marne en 2001, il s’est récemment investi dans deux projets de grand intérêt :
- la réhabilitation et la mise en conformité de la Fondation Maeght de José Luis Sert à Saint-Paul de Vence (chantier livré en juillet 2010)[2] et extension prévue et non encore actée en  2014[4]
- en tant qu’architecte pour le projet du Charles-de-Gaulle-Express conduit par Vinci (aménagement des terminus de la nouvelle liaison entre Paris et l’aéroport de Paris-Charles-de-Gaulle).

Les projets de Silvio d’Ascia ont été présentés dans de nombreuses revues spécialisées et expositions, à la Biennale de Venise (2004 et 2006) et font l’objet de publications (ouvrage aux éditions CLEAN paru en 2010).

## Galerie

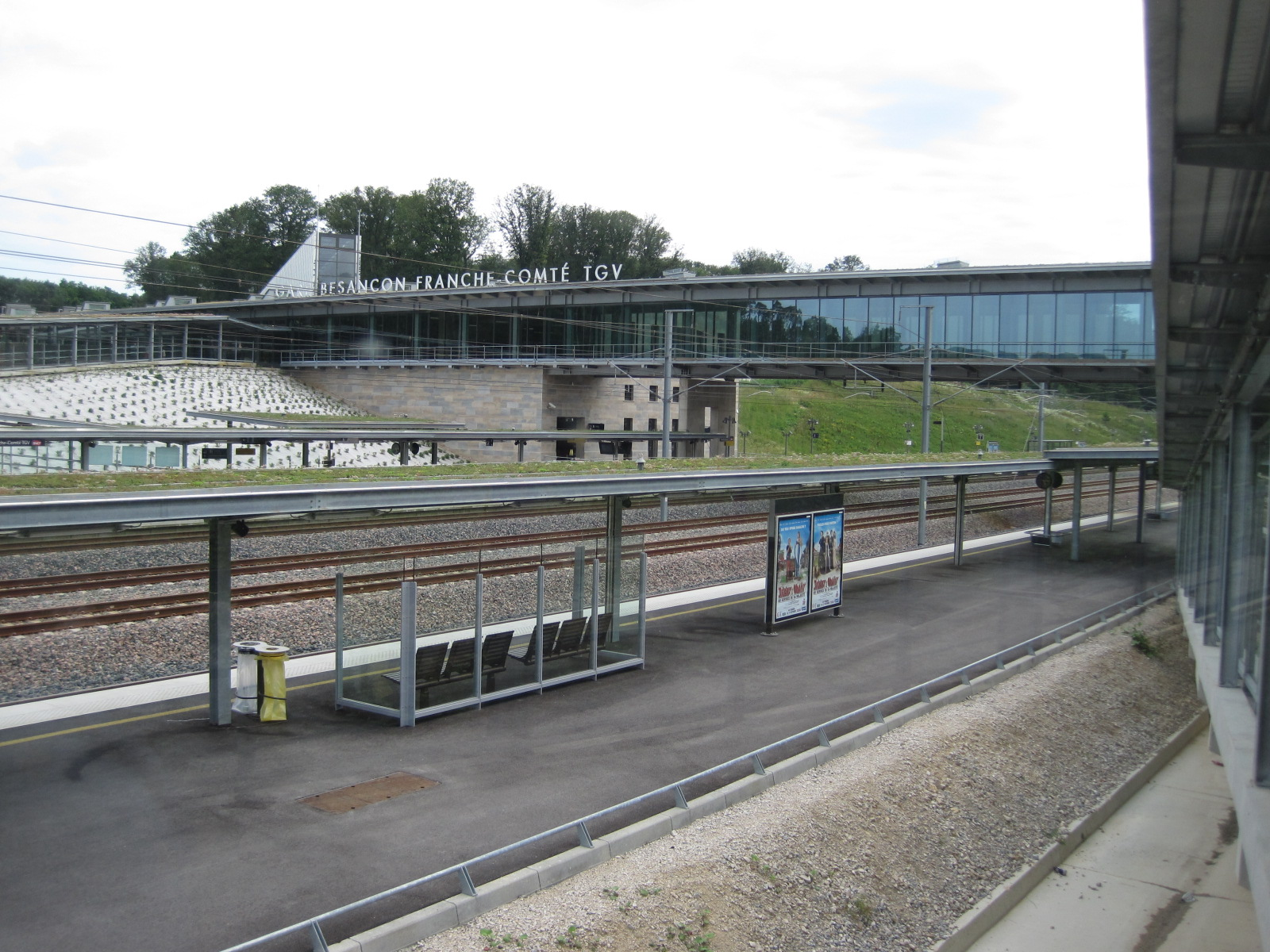
Gare de Besançon Franche-Comté TGV.
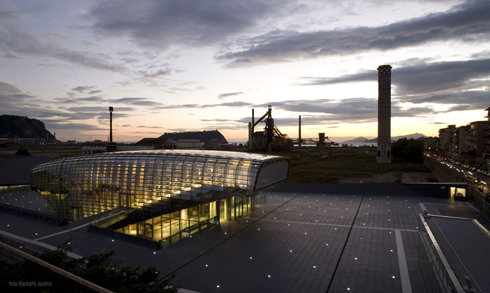